# Embarcation fluviale rapide
Pour les articles homonymes, voir STYX et EFR.
L'embarcation fluviale rapide est un vecteur nautique d'intervention militaire en service dans l'Armée de Terre. L'EFR/STYX est le prototype de l'EFC (embarcation fluviale de combat), conçu par la société Pirenn dans le cadre du programme d'armement destiné à la mobilité nautique de l'Armée de Terre. Ce vecteur maritime et côtier est multi mission. 

## Historique
L’embarcation fluviale rapide (EFR/STYX) est le fruit d’une évaluation tactique (EVTA) initiée par la STAT au profit des forces spéciales de l’Armée de terre, dans le but de retrouver une capacité d’infiltration par voie navigables, perdue depuis la guerre d’Indochine et les divisions navales d'assaut (Dinassaut).
Après 6 mois de développement et de fabrication, le prototype est livré aux utilisateurs le 11 juin 2014, lors d’une cérémonie de baptême officielle où il prend le nom de STYX en référence au fleuve des enfers dans la mythologie grecque. L'embarcation est présentée officiellement au public lors du Salon Euronaval en octobre 2014.
Après une période d’évaluations par le 1er RPIMa (FST), le besoin opérationnel est validé et un appel d’offres est lancé, qui donnera naissance à l’Embarcation fluviale de combat (EFC), dont 3 unités seront livrées en 2018 et 2019.

## Caractéristiques techniques
- Longueur HT : 8,20m avec moteurs

- Masse à vide : 2100kg

- Propulsion : 2 moteurs hors-bord 250cv militarisés et durcis

- Vitesse : entre 36 nœuds et 46 nœuds suivant la c.u.

- Equipage : 10 commandos + 1 pilote + 1 chef de raid

- Puissance de feu : 1 mit. 12,7 ou GMG ou M134, 3 x MAG

1. ↑  Stéphane Gallois, « Pirenn met à l’eau le "Styx" », sur lemarin.ouest-france.fr, 5 juin 2014
2. ↑  Stéphane Gaudin, « A Euronaval, le Styx déchaîne les enfers », sur www.theatrum-belli.com, 24 octobre 2014